# Devil May Cry 2
Devil May Cry 2 ist der Titel eines 2003 erschienenen Videospiels von Capcom. Es ist dem Actionspiel-Genre zuzuordnen. Es ist der zweite Teil der Devil-May-Cry-Reihe. Das Spiel wurde 2003 für die PlayStation 2 veröffentlicht.

## Handlung
Die Dämonenjägerin Lucia wird von Dante gerettet. Später wird die Erde von Dämonen verseucht. Nachdem sie die Dämon auf der Erde beseitigt haben, kommen sie zum eigentliche Ziel der Reise, das Reich des Dämonenkönigs. Dort treffen sie auf Arius, der am Ende des Spiels der Endgegner ist.

## Spielprinzip
Dante kann wie im Vorgänger eine Nahkampfwaffe oder eine Schusswaffe gegen Feinde einsetzen. Im Level kann man blaue und violette Kugeln sammeln, damit man seine Gesundheits- und Devil-Trigger-Anzeigen verbessern kann. Das Spiel führt den Gameplay-Modus Bloody Palace ein, in dem der Spieler unzählige Wellen von Feinden und Bossen besiegen muss. Die Level werden auch wieder „Missionen“ genannt. Es gibt auch Plattform-Aufgaben und man muss gelegentlich Rätsel lösen. Die Leistung des Spielers in jeder Mission erhält eine Bewertung, beginnend mit D, ansteigend zu C, B und A, mit einer zusätzlichen Bestnote von S. Die Noten basieren auf der Zeit, die zum Abschließen der Mission benötigt wird, sowie die Menge an „roten Kugeln“ die im Level gesammelt werden können. Anschließend kann man mit den Kugeln seine Waffen verbessern. Auch kann man im Spiel verschiedene Combos ausführen. Je mehr Treffer der Spieler macht, desto höher steigt die Anzeige. Unter anderem enthält das Spiel auch Rätsel und andere Herausforderungen. Um im Spiel voranzukommen, erfordert es oft, dass der Spieler wichtige Gegenstände findet.
Auf dem zweiten Disk, welcher der Verkaufsversion beilag, konnte man den Einzelspielermodus mit der Figur Lucia anstelle von Dante durchspielen. Der Weg von Lucia unterscheidet sich an einigen Stellen von dem Dantes, zum Beispiel wenn sie die Artefakte einsammelt, die Dante braucht. Sie hat auch ein eigenes Unterwasserlevel.
Spielt man mit beiden Figuren beide CDs auf allen Modi durch, kann man Trish freischalten, die sich mit Spardas Schwert ihren Weg durch die Dämonen metzelt.

## Rezeption
Laut Metacritic erhielt das Spiel gemischte Kritiken. Hauptsächlich wurde bemängelt, dass der Schwierigkeitsgrad niedriger war als im ersten Spiel.
Das Kampfsystem wurde auch kritisiert, da die einzelnen Waffen nur schwächere oder stärkere Varianten waren, anstelle verschiedener Waffen mit ihren eigenen Vor- und Nachteilen. Die Bosskämpfe wurden dafür kritisiert, dass sie weniger Strategie erforderten als im Vorgänger. Die Umgebung war weniger detailliert als die Umgebungen des ersten Spiels und tauschte Details gegen offenen Raum, was auch das Aneinanderreihen von Zügen und Combos schwieriger machte, da die Feinde weiter voneinander entfernt waren.
Das Spiel erhielt jedoch einige positive Kritiken. PSXextreme zum Beispiel widersprach den Argumenten vieler Kritiker, dass die Umgebungen aufgrund ihrer Reichweite nur schlechter aussahen und dass der einzige Grund, warum „Devil May Cry 2“ seine Ursprünge nicht übertreffen konnte, der Mangel an Herausforderungen war. Electronic Gaming Monthly lobte die Steuerung und die neuen Ideen des Spiels sowie die Idee, die beiden Protagonisten auf separaten Discs zu teilen.